# 萝峰寺
萝峰寺又名萝坑寺、旧称种德庵，位于中国广州市黃埔区萝岗香雪公园内，是一座佛教寺庙。
其始建于南宋隆兴元年(1163年)，因座落于萝峰下而得名。有观音殿、天尊堂、韦驮香座、僧寮、香积厨等建筑。西侧有玉喦书院，二者连为一体，共占地1348平方米。1983年8月被列为广州市文物保护单位，2008年11月18日晋升为第五批广东省文物保护单位。

## 建築結構
萝峰寺融皇宫建筑格局和岭南建筑于一体，依山造势，掩映在参天古树之中。其主体建筑坐北朝南，结构合理，布局严谨，做工精巧，雄伟壮观，回廊曲径，引人入胜。玉岩殿、观音堂、天尊殿、东厅、西斋、鱼池、水榭分布其中。出山门拾级而上，可见“山高水长”古亭、文昌庙、金花庙等古迹。周围流水涔涔、鸟语花香、岩石嶙峋、古荔满山，山下“十里梅林”、一片平川，人工天然浑然一体。

## 歷史
元代，钟玉岩曾孙、苏州府教授钟子还告老还乡后，重新修饰钟玉岩遗像，辟山石，建候仙、招隐两亭，并组织诗社，时邀诗友、名士在此雅集吟咏。
明代嘉靖壬辰年（公元1532年），钟氏族人大兴土木重建了玉岩书院，扩建了玉岩殿及观音堂、天尊殿、文昌庙、金花庙等寺庙，并招有数名僧人入住寺庙。从此，这些书院、殿堂、寺庙以及附属建筑，被世人通称为萝峰寺。
在清代，钟氏族裔两次重修萝峰寺，一次是道光丙戌年（公元1826年），一次是光绪已亥年（公元1889年）。
建国后1957年，时任广东省委书记的陶铸在参观萝峰寺后，专门指示有关部门下拨专款，用于萝峰寺文物保护，对萝峰寺进行了全面精心的修缮。但在1966年文革破“四旧”时期，红卫兵砸毁了萝峰寺所有塑像，破坏了部分屋脊、瓦檐，还赶走了寺内的僧人，而大部分珍贵文物幸得管理人员钟锡沾、廖玉波事先收藏，才得以保存。十年文革结束后，广州市郊区政府及有关部门分别于1980年和1984年，两次拨款对萝峰寺进行了修复。
2005年蘿崗區成立後，夢峰寺曾於2005-2008年間作大規模修復，2008年11月18日晉升為第五批廣東省文物保護單位。

## 出土文物
萝峰寺文物除古建筑外，还有大量的匾额、书刻和历代名人题咏。主要有：（1）“玉岩书院”木匾署嘉靖年款。（2）玉岩殿石柱上有隶书联“满壁石栏浮瑞霭，一池溪水漾澄鲜”。（3）明宗衡阳王所赐“余庆”匾额。（4）西樵大学士方献夫题“万代崇瞻”匾额。（5）唐代韩愈题写的“鸢飞鱼跃”匾额。（6）宋代朱熹题“忠、孝、廉、节”四字书刻。（7）宋代民族英雄文天祥手书七绝四首。（8）明代海瑞所书“石磴泉飞山欲静，洞门云掩昼多阴”的楹联一副。（9）明代湛若水题写的“山高水长”四字。（10）清代郑板桥的春、夏、秋、冬四时画竹木刻。（11）清代张维屏的对联“行云流水见真性，明月清风来故人”。（12）清代张之洞五言诗碑一块。（13）清代无名氏“天衢云路”石坊。（14）朱德元帅《游萝峰寺》诗一首。